# Waffle House

Das Waffle-House-Logo

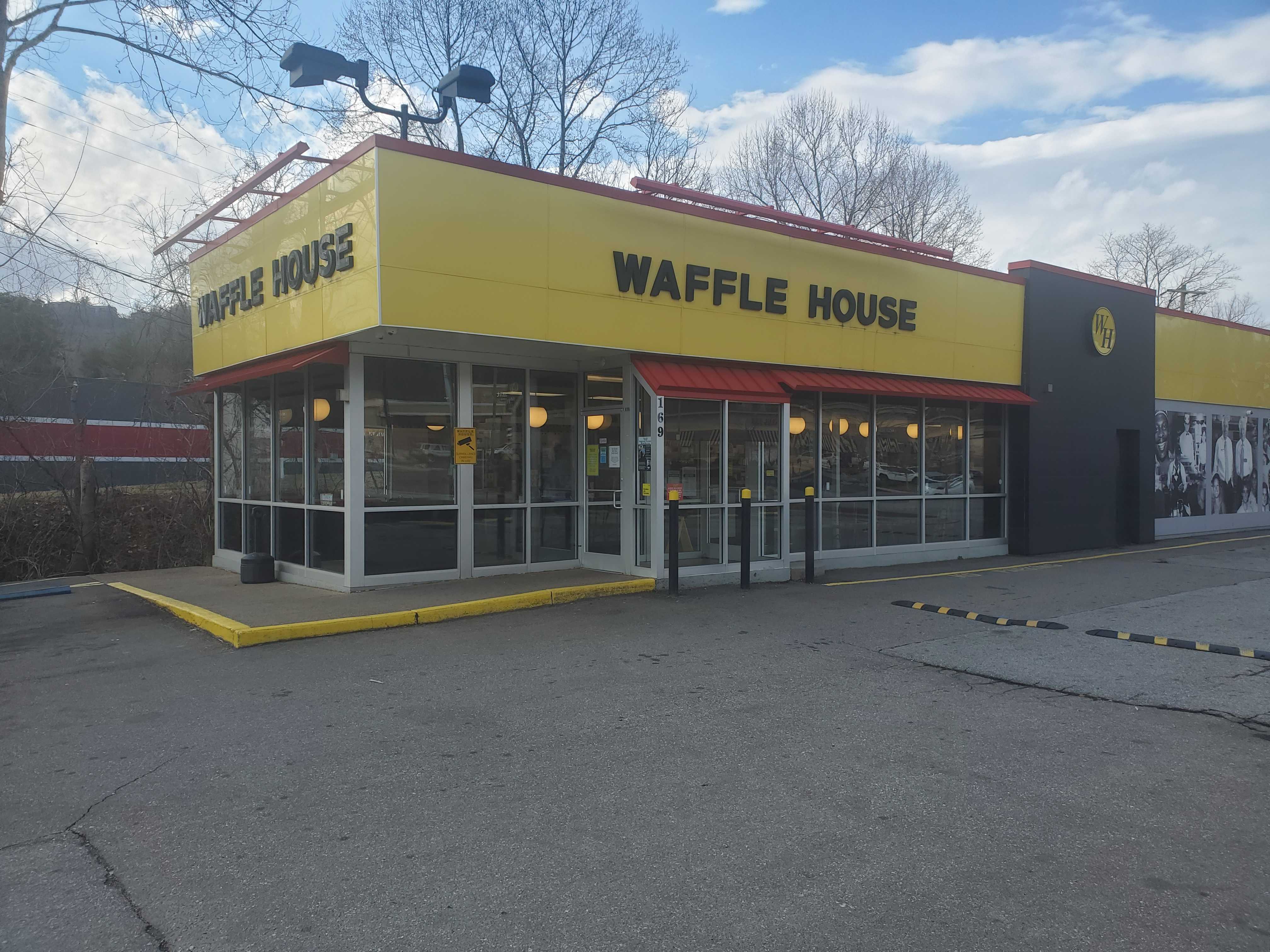
Waffle House in Asheville, 2022

Waffle House (englisch für „Waffelhaus“) ist eine US-amerikanische Restaurantkette, die Waffeln mit verschiedenen Füllungen und Beilagen vertreibt. Dabei handelt es sich fast ausschließlich um herzhafte Füllungen und Beilagen (Fleisch, Eier, Käse etc.). Sitz des Unternehmens ist Norcross, Georgia.

## Geschichte
Das Unternehmen wurde 1955 von Joe Rogers, Sr. und Tom Forkner gegründet. Sie eröffneten zunächst ein kleines Geschäft in Avondale Estates, Georgia, um die Nachbarschaft mit Waffeln zu verköstigen. Mit der Zeit eröffneten sie an weiteren Standorten Restaurants. 2005 feierten die beiden Gründer zusammen mit ihren ca. 30.000 Mitarbeitern das 50-jährige Bestehen. Im Jahr 2018 hatte das Waffle House 2.100 Filialen in 25 Staaten der Vereinigten Staaten.
Am 25. März 2020, dem offiziellen internationalen Tag der Waffel, gab das Unternehmen aufgrund der COVID-19-Pandemie in den Vereinigten Staaten die Schließung von 365 seiner Filialen in den Vereinigten Staaten bekannt; die restlichen 1.627 Filialen sollten weiterhin geöffnet bleiben. Bereits zehn Tage zuvor hatte das Unternehmen angekündigt, seine rund 45.000 Mitarbeiter behalten zu wollen, um eine Arbeitslosigkeit dieser abzuwenden.

## Waffle House Index
Seit 2011 wird die Kette als inoffizieller Indikator für Katastrophenschäden der Federal Emergency Management Agency herangezogen, als der Joplin-Tornado große Schäden anrichtete, aber zwei Restaurants im betroffenen Gebiet offen blieben.
Da alle Filialen der Kette 24 Stunden an 365 Tagen im Jahr geöffnet haben und dafür bekannt sind, selbst in schlimmsten Wetterlagen durchgehend geöffnet zu bleiben, kann der Katastrophenschutz anhand des Stromverbrauchs der Filialen Rückschlüsse auf die Lage in der direkten Umgebung gewinnen. Diese Informationsquelle wird Waffle House Index genannt.
Der Index hat drei Stufen:
- Grün: vollständiges Menü – Restaurant hat Strom und der Schaden ist begrenzt oder nicht vorhanden
- Gelb: eingeschränktes Menü – kein Strom oder Strom nur aus Generatoren oder Verfügbarkeit von Speisen ist begrenzt
- Rot: Restaurant hat geschlossen – ernsthafte Schäden oder Überflutungen.